# Imanuel Schwartz
Imanuel Schwartz (Haifa, 21 novembre 1957 – 15 aprile 2011) è stato un calciatore israeliano, di ruolo portiere.

## Palmarès

### Club

#### Competizioni nazionali
- Campionato israeliano: 1

Maccabi Tel Aviv: 1978-1979
- Supercoppa d'Israele: 1

Maccabi Tel Aviv: 1979